# Karol Frycze
Karol Frycze vel Fritsch vel Fritsche (ur. 1830 w Warszawie, zm. 24 maja 1863 w Porębie) – podpułkownik w powstaniu styczniowym, naczelnik wojenny powiatu pułtuskiego.

## Życiorys
Pochodził z saskiej rodziny osiadłej w Polsce, która uzyskała indygenat na sejmie w 1768. Po ukończeniu szkoły średniej wyjechał do Francji, gdzie ukończył szkołę inżynierii. Zatrudniony został przy budowie Kolei Warszawsko-Petersburskiej.
Brał udział w przygotowaniach do powstania styczniowego. Walczył w oddziale Władysława Cichorskiego ps. Zameczek i Zygmunta Padlewskiego. Dowodził rezerwami w bitwie pod Myszyńcem. Później przeszedł do oddziału Ignacego Mystkowskiego. Pod jego komendą wziął udział w bitwie pod Stokiem, Kietlanką i Łączką. W ostatniej bitwie na czele odrębnego oddziału kosynierów opierał się przeważającej sile wroga. Ciężko ranny w brzuch, zmarł następnego dnia. Pierwotnie pochowano go w Porębie. Nagrobek ufundowała matka. 

Spoczywa na cmentarzu Powązkowskim w Warszawie (kwatera 11-3-14). 

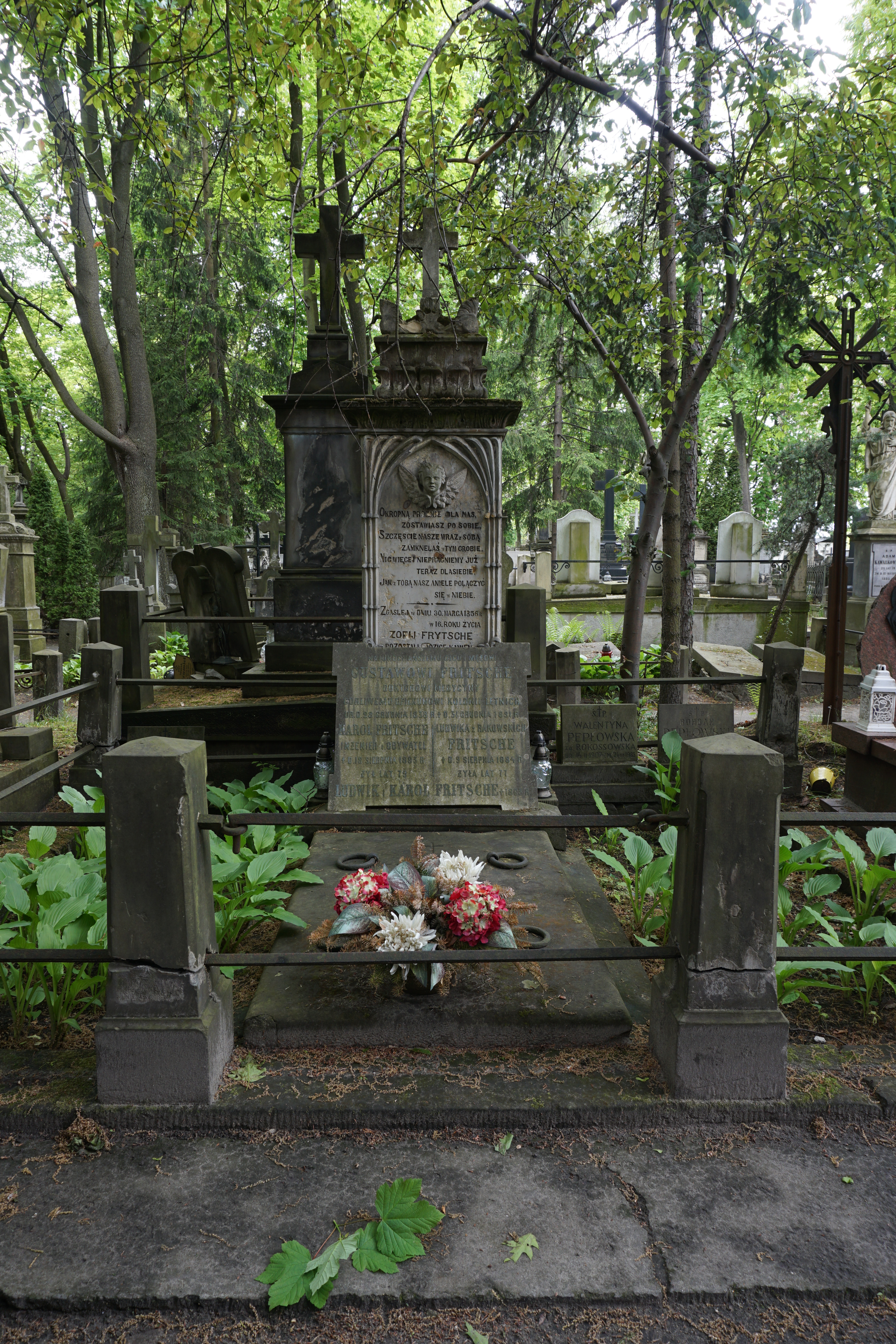
Grób Karola Fryczego na cmentarzu Powązkowskim